# Centromerus sinus
Centromerus sinus är en spindelart som först beskrevs av Simon 1884.  Centromerus sinus ingår i släktet Centromerus och familjen täckvävarspindlar.
Artens utbredningsområde är Frankrike. Inga underarter finns listade i Catalogue of Life.